# Mărgineni, Bacău
Mărgineni là một xã thuộc hạt Bacău, România. Dân số thời điểm năm 2002 là 8135 người.